# Coco Miller
Pour les articles homonymes, voir Miller.
Coco Miller, née le 6 septembre 1978 à Rochester dans le Minnesota, est une joueuse américaine professionnelle de basket-ball de la Women's National Basketball Association (WNBA). Elle est la sœur jumelle de la joueuse WNBA Kelly Miller. Elle mesure 1,75 m et évolue au poste de meneur de jeu.

## Biographie

### Débuts et carrière universitaire
Coco joue au basket-ball avec sa sœur au lycée "Mayo" à Rochester, Minnesota, l'emmenant à un bilan de 27 victoires - 0 défaite. Les deux sœurs sont nommées All-America de high school par la WBCA, Women's Basketball Coaches Association. Les jumelles intègrent par la suite l'Université de Géorgie, où elles étudient la biologie remportant une série de prix, dont le "James E. Sullivan Award", revenant aux meilleures athlètes amateurs du pays. Elles remportent ce trophée en 1999, devenant la première paire de jumelle à le gagner, rejoignant au palmarès des athlètes tels que Carl Lewis, Greg Louganis, Bill Walton, Bill Bradley, Kurt Thomas, Jackie Joyner-Kersee et Janet Evans.
À sa sortie de l'université, elle figure parmi les dix premières de l'histoire des Georgia Bulldogs au nombre de passes décisives et d'interceptions. Elle est également la première joueuse de la Southeastern Conference (SEC) à présenter plus de 1 500 points, 400 passes et 200 interceptions. Elle est également nommée à deux reprises dans le premier cinq de la conférence, All-SEC First Team en 1999 et 2001. Elle termine sa carrière universitaire au 5e rang des marqueuses (16,6 points), 2e au pourcentage de lancers-francs (74,3 %) et 8e au nombre d'interceptions (160) de la Conférence SEC. Elle est finaliste du trophée "Naismith" de joueuse de l'année lors de sa saison senior.
Elle remporte la médaille d'argent des Jeux Universitaires mondiaux.

### Carrière WNBA
En 2001, Coco et Kelly participèrent à la draft 2001. Coco fut sélectionnée par les Washington Mystics au 9e rang du premier tour, réalisant des moyennes de 6,4 points, 2,4 rebonds et 1,7 passe décisive par match lors de sa saison rookie. Elle joue pour les Mystics les huit premières saisons de sa carrière. Lors de sa seconde saison dans la ligue, elle obtient le titre de WNBA Most Improved Player Award, joueuse ayant le plus progressée.
Elle rejoint ensuite la franchise du Dream d'Atlanta puis les Sparks de Los Angeles.

## Clubs

### Carrière NWBL
À l'issue de la saison WNBA 2002, les deux sœurs jouèrent pour l'équipe de "Birmingham Power" de la National Women's Basketball League (NWBL).

### Carrière internationale
- 2002-2003 :  Fenerbahçe İstanbul (TBBL, Turquie)
- 2003-2004 :  Fenerbahçe İstanbul (TBBL, Turquie)
- 2006-2007 :  Lattes-Maurin Montpellier (LFB, France)

## Distinctions individuelles
- Joueuse ayant le plus progressé de la saison WNBA 2002[5]